# شورش کلات
شورش کلات قیامی بود از سوی خانات کلات علیه امپراتوری درانی که بین سال‌های ۱۷۵۸ تا ۱۷۵۹ میلادی رخ داد. پس از فتح پنجاب به دست مراتهه‌ها، ناصرخان اول احمدزی، حاکم کلات، استقلال خود را از تابعیت افغان‌ها اعلام کرد.

## پیش‌زمینه
تلاش‌های احمدشاه درانی برای مصالحه دیپلماتیک با ناصرخان ناکام ماند و احمدشاه نیرویی را تحت فرمان شاه ولی خان اعزام کرد. این نیرو در منطقهٔ پرینگز شکست خورد و به کویته عقب‌نشینی کرد.

## شورش
پس از شنیدن خبر شکست، احمدشاه شخصاً در تابستان ۱۷۵۸ با ارتشی به‌سوی کلات حرکت کرد. او با ناصرخان در مستونگ روبرو شد، جایی که نیروهای کلات شکست خوردند. ناصرخان به کلات عقب‌نشینی کرد و احمدشاه آنجا را محاصره کرد.
محاصره چهل روز به طول انجامید و در طی آن چندین حمله برای تصرف شهر توسط نیروهای افغان با شکست مواجه شد. در نهایت، ناصرخان که در پایتختش محصور شده بود، مذاکرات صلح را آغاز کرد. او به دلیل شورش خود عذرخواهی کرد و وفاداری خود را به احمدشاه تأیید نمود. در مقابل، احمدشاه اجازه داد ناصرخان به عنوان حاکم کلات باقی بماند.
توافق‌نامه‌ای امضا شد که بر اساس آن ناصرخان اول احمدزی تابعیت امپراتوری درانی را به رسمیت شناخت، اما از پرداخت خراج معاف شد. به جای آن، او متعهد شد در صورت درخواست، نیروهایی برای لشکرکشی‌های احمدشاه فراهم کند و این نیروها توسط شاه پرداخت خواهند شد. پس از این پیمان، احمدشاه با دخترعمهٔ ناصرخان ازدواج کرد.

## پیامد
چند ماه بعد، یک درویش شورش جدیدی را با اعلام مردی به نام میر خوش‌خان درانی به عنوان پادشاه آغاز کرد. این شورش به سرعت سرکوب شد؛ درویش اعدام شد و میر خوش‌خان را کور کردند.